# Leucanopsis polydonta
Leucanopsis polydonta är en fjärilsart som beskrevs av Rothschild 1910. Leucanopsis polydonta ingår i släktet Leucanopsis och familjen björnspinnare. Inga underarter finns listade i Catalogue of Life.